# 電脳ムシオヤジ
『電脳ムシオヤジ』（原題：Future-Worm!）は、ディズニーXD制作のアニメーション。初回放送は2017年。2021年5月13日より、ディズニー・チャンネルにてレギュラー放送がスタート。

## あらすじ
主人公のダニー・ダグラスが開発したランチボックス型のタイムマシンが実験中に未来に行き、そこでムシオヤジがやってくる。そして2人の時空を超えた大冒険が始まるのだった。

## サブタイトル
1. キャプテン・ケーカーズで地球を救え！　/　恐怖のポテト・パニック　/　ドクターDのタッチで治そう
2. 拳をもって風邪を制す　/　おじいさんと鴨　/　歴史ミステリー事件簿
3. 友達記念日　/　はらぺこ虫型ロボット　/　ステーキ・スターボルト
4. バブル・ボール　ダグ　/　トカゲとの遭遇　/　未来ダニーとゴースト・パイレーツ
5. おばさんに会う日　/　フォーエバー・タッチ　/　結論が出ない論争

## 登場人物
ダニー・ダグラス
声 - 比嘉久美子 / 英 - アンディ・ミロナキス
12歳。直感と衝動が全ての、ある種の天才児。頭の中は現実にはない夢物語が満載の超楽天家で、ランチボックス型のタイムマシーンを発明し、ムシオヤジと一緒にどこへでも出かけていく。恐れるものは何ひとつないが、唯一、仲間を危険にさらすことだけは絶対にしない。
ムシオヤジ
声 - 石井康嗣 / 英 - ジェームス・アドミアン
かつては、どこにでもいる普通のミミズだったが、ある時、未来の科学者たちの手によって頭脳も風貌も進化させられ、大胆不敵なムシオヤジへと変貌。相棒ダニーのことを何よりも大切にしている。
バグ
声 - 永瀬菜月/ 英 - ジェシカ・ディ・シコ
ダニーの家の向かいの廃品置き場を住処にしている8歳の女の子。負けん気が強く、尻込みしない性格。ムシオヤジもバグのそんな性格を気に入っている。メカを知り尽くしており、ダニーと一緒になっていろんなものを分解するのが大好き。
ロボコイ
声 - / 英 - ライアン・クインシー
車輪付き鯉のロボットで、欠陥だらけの不良品。月面でのダンス・コンテストで最下位となったダニーとムシオヤジは、一生かかっても使い切れないほどの大量のロボコイを手に入れた。頻繁に故障し、爆発炎上することもしばしば。